# Милош Красич
Милош Красич (на сръбски Милош Красић) е бивш сръбски професионален футболист, най-известен като футболист на ПФК ЦСКА (Москва), за който играе в продължение на 6 сезона. Има 47 мача и 3 гола за националния отбор на Сърбия.
Дясно крило с отличен дрибъл и скорост, Красич играе отлично и като плеймейкър или ляво крило.

## Клубна Кариера
Красич започва да тренира с местния Рудар Косовска Митровица, преди да привлече вниманието на Войводина Нови Сад с които подписва професионален договор през 1999 г., като тогава е само на 14 години. През 2001 дебютира с първия тим на отбора, записвайки първо професионално участие. По-късно е избран и за капитан на отбора. През януари 2004 година преминава в ЦСКА Москва. Година по-късно печели Купата на УЕФА. Конкурира си с Ролан Гусев на десния фланг на полузащитата. Постепенно Милош измества Гусев от титулярното място. На 19 април 2009 вкарва своят първи хеттик в РПЛ в мач срещу Химки. Става футболист на годината на Сърбия за 2009. Към него започват да имат интерес Ювентус, Милан и няколко тима от Англия. В началото на втория полусезон на 2010 Милош губи титулярното си място от сънародника си Зоран Тошич. След много спекулации, на 19 август 2010 г., Красич преминава в Ювентус за сума от порядъка на 15 млн. евро. На 21 август е официално представен и взима фланелка с номер 27. Дебютира срещу Сампдория и прави асистенция. На 26 септември 2010 вкарва първия си гол за Юве в мач срещу Каляри. През 2012 г. се присъединява към турския Фенербахче. Там изиграва само 13 мача през сезон 2012/13.
През март 2019 г. слага край на кариерата си.

## Национален отбор
Красич е играл за младежкия тим на Събрия и Черна Гора на олимпийските игри през 2004 година. От 2006 г. е национал на Сърбия. Играе и срещу България в контролна среща, завършила 6-1 в полза на Сърбия.
Участник на Мондиал 2010.